# Hieronymus Ferdinand z Colloredo-Mannsfeldu
Hrabě Hieronymus (též Jeroným) Ferdinad z Colloredo-Mannsfeldu [uváděno i ve variantě z Mansfeldu], či Hieronymus Ferdinand Rudolf Colloredo-Mannsfeld, plným jménem německy Hieronymus Ferdinand Rudolf von Colloredo-Mannsfeld, obvykle uváděn jen jako Hieronymus Graf von Mannsfeld (20. července 1842 Přemyšl – 29. července 1881 Blankenberge) byl rakousko-uherský šlechtic z Čech a předlitavský politik, v letech 1875–1879 ministr zemědělství Předlitavska, později předák Strany ústavověrného velkostatku na Říšské radě.

## Biografie
Narodil se jako syn politika Josefa Františka z Colloredo-Mannsfeldu z rodu Colloredů.
Od roku 1859 působil v rakouské armádě, kde dosáhl hodnosti rytmistra. Absolvoval studijní cesty do Francie, Anglie a Španělska. Byl předurčen k nástupnictví rodu. V roce 1865 se oženil s hraběnkou Aglají Festeticsovou de Tolna a žil pak na zámku v Dobříši (podle ní se tu dodnes jmenuje Obora Aglaia). S manželkou měl syna Josefa Colloredo-Mannsfelda. Naučil se česky a byl dokonce zvolen starostou Dobříše. Na starostenském postu setrval až do svého jmenování do vlády. Byl také prezidentem české zemědělské rady a zasedal jako poslanec na Českém zemském sněmu za velkostatkářskou kurii.
Dne 19. května 1875 nastoupil na post ministra zemědělství ve vládě Adolfa von Auersperga. Zastával ho i v následující vládě Karla von Stremayra až do 12. srpna 1879. Jeho nástup na funkci ministra nebyl ve Vídni očekáván. Původně se podle spekulací měl ministrem zemědělství stát Karl von Belrupt-Tissac. Mannsfeld nebyl v hlavním městě všeobecně znám, bylo mu jen 33 let (společně s jedním tehdejším uherským ministrem byl nejmladším členem vlád v Evropě). Byl ovšem švagrem ministerského předsedy Adolfa Daniela knížete z Auerspergu.
Ve volbách do Říšské rady roku 1879 získal i mandát v Říšské radě (celostátní zákonodárný sbor), kde reprezentoval velkostatkářskou kurii v Čechách. Ve vídeňském parlamentu setrval do své smrti. Na Říšské radě v období před svou smrtí předsedal klubu Strany ústavověrného velkostatku. Po jeho úmrtí po něm převzal vedení této frakce Johann von Chlumecký.
Zemřel náhle roku 1881 v lázeňském přímořském letovisku Blankenberge. Vzhledem k tomu, že zemřel v relativně nízkém věku, ještě za života svého otce, formálně nezískal titul kníže Colloredo-Mannsfeld a byl pouze hrabě z Mansfeldu.

## Rodina
V Praze se 29. dubna 1865 oženil s hraběnkou Aglajou Festeticsovou (2. 2. 1840 Tolna – 1. 6. 1897 Vídeň) z významné uherské rodiny Festeticsů z Tolny, která měla po matce původ ve staré české rodině Koců z Dobrše. Aglaja se později stala c. k. palácovou dámou. Z manželství pocházelo šest dětí, kromě nejstaršího syna Josefa se všechny narodily na zámku Dobříš:
- 1. Josef Jeroným 6. kníže Colloredo-Mansfeld (17. 2. 1866 Praha – 21. 2. 1957 Paříž), dědičný člen rakouské Panské sněmovny, cestovatel, spisovatel, majitel velkostatků Opočno, Dobříš, Zbiroh
  - ⚭ I. (1903) Lucy Jonquet (24. 1. 1878 – 11. 4. 1940 Řím), rozvedli se roku 1925
  - ⚭ II. (manž.) 1925 Marie Sidonie de Smit (10. 7. 1877 – 30. 5. 1973 Rueil-Malmaison)
- 2. Johanna Marie Terezie (27. 7. 1867 Dobříš – 27. 8. 1938 Brno), c. k. palácová dáma, dáma Řádu hvězdového kříže, čestná dáma Maltézského řádu
  - ⚭ (1887) kníže Alois Schönburg-Hartenstein (21. 11. 1858 Karlsruhe – 20. 9. 1944 Hartenstein), c. k. generálplukovník, místopředseda rakouské Panské sněmovny, prezident rakouského Červeného kříže, rytíř Řádu zlatého rouna
- 3. Marie Terezie Žofie (5. 8. 1869 Dobříš – 27. 2. 1960), dáma Řádu hvězdového kříže
  - ⚭ I. (1892) Karel hrabě Trauttmansdorff (24. 3. 1864 Vídeň – 4. 1. 1910), c. k. komoří, nadporučík
  - ⚭ II. (1911) Adolf hrabě Trauttmansdorff (22. 6. 1877 – 21. 8. 1914), c. k. komoří, nadporučík, padl za první světové války
- 4. Jeroným (3. 11. 1870 Dobříš – 29. 8. 1942 Praha), c. k. komoří, fregatní kapitán
  - ⚭ (1909) hraběnka Berta Krakowská z Kolowrat (21. 6. 1890 – 29. 1. 1982), rozvedli se roku 1926
- 5. Ernestina Karolína (24. 1. 1873 Dobříš – 1961)
  - ⚭ (1909) MUDr. Maximilian Steinlechner (2. 5. 1868 Vídeň – 10. 7. 1937 Vídeň)
- 6. Ida Margareta (22. 8. 1875 Dobříš – 16. 8. 1887 Dobříš)

Jeronýmovy sestry Karolína Vilemína (1844–1916) a Ida Magdalena (1845–1914) se provdaly do rodu Gudenusů, jeho švagry díky tomu byli významní představitelé dolnorakouské šlechty Josef Gudenus a Leopold Gudenus. Sestry Jeronýmovy manželky Aglaji Johanna (1830–1884) a Ernestina (1831–1901) se staly partnerkami dvou významných zástupců knížecího rodu Auerspergů (Karel Vilém z Auerspergu, Adolf z Auerspergu).